# Landgericht Traunstein
Das Landgericht Traunstein ist ein seit 1879 bestehendes Landgericht in Traunstein in Oberbayern. Als Präsidentin fungiert seit 2024 Anja Kesting.

## Landgerichtsbezirk / über- und nachgeordnete Gerichte
Der Bezirk des LG Traunstein erstreckt sich neben der kreisfreien Stadt Rosenheim auf folgende Landkreise:
- Altötting
- Berchtesgadener Land
- Mühldorf am Inn
- Rosenheim
- Traunstein

Im Landgerichtsbezirk Traunstein sind 887 Rechtsanwälte (Stand: 17. Januar 2019) zugelassen.
Das LG Traunstein ist eines von zehn Landgerichten, denen das Oberlandesgericht München übergeordnet ist; nachgeordnet sind analog zu den genannten Landkreisen die Amtsgerichte Altötting, Laufen, Mühldorf am Inn, Rosenheim und Traunstein.

## Geschichte
Traunstein war seit den beiden Verträge von Erharting von 1254 und 1275 Gerichtsort der bayerischen Herzöge. Seit 1803 bestand ein bayerisches Landgericht älterer Ordnung in Traunstein.
Seit 1857 bestand auch ein Bezirksgericht in Traunstein, das als Vorgänger des heutigen Landgerichts angesehen werden kann. 1879 wurde nach dem reichseinheitlichen Gerichtsverfassungsgesetz von 1877 das damalige Bezirksgericht Traunstein in Landgericht Traunstein umbenannt. Ihm nachgeordnet waren 9 der vormaligen Landgerichte, die nun Amtsgerichte hießen (Aibling, Berchtesgaden, Laufen, Prien, Reichenhall, Rosenheim, Tittmoning, Traunstein, Trostberg). Traunstein erhielt zudem aus dem Sprengel des aufgelösten Bezirksgerichts Wasserburg weitere 4 Amtsgerichte (Altötting, Burghausen, Mühldorf, Wasserburg). Von den nachgeordneten Amtsgerichten wurden 1930 das Amtsgericht Tittmoning und 1942/1959 das Amtsgericht Prien aufgehoben. Im Zuge der Gebietsreform kam es 1973 zu einer Konzentration der Amtsgerichte auf nur noch eines für jeden der nun größeren Landkreise, was beinahe einer Halbierung der Anzahl der Amtsgerichte entsprach, während der Landgerichtsbezirk von der Fläche her unverändert bestehen blieb.

Am Landgericht Traunstein wurde 1927 auch das Landesarbeitsgericht Traunstein als eines von 23 Landesarbeitsgerichten in Bayern eingerichtet. Sein Sprengel umfasste die Arbeitsgerichte Altötting, Laufen, Mühldorf, Reichenhall, Rosenheim, Traunstein, Trostberg und Wasserburg. Im Zuge einer Reduzierung auf nur noch sieben Landesarbeitsgerichte wurde das Landesarbeitsgericht Traunstein zum 1. Januar 1930 schon wieder aufgelöst. Seine Aufgaben übernahm das Landesarbeitsgericht München.

## Gerichtsgebäude
Das Gericht ist im Justizzentrum in der Herzog-Otto-Straße 1 untergebracht.

## Bekannte Gerichtsverfahren
Vor dem Landgericht Traunstein wurden folgende Verfahren mit großer Öffentlichkeitswirkung verhandelt:
- Prozess gegen Erich Sparmann wegen Ermordung des Spions Georg Bell
- Prozess gegen Karl Kaehne wegen der Bürgermorde von Altötting gegen Ende des Zweiten Weltkriegs
- "Küßwetter-Prozess" um den Ramsauer Forstmeister Georg Küßwetter der seinen Jägern Brandstiftungen angeordnet hat. Für den Prozess wählte das Landgericht das Königliche Schloss in Berchtesgaden als Verhandlungsort.
- Prozess gegen den ehemaligen Wehrmachtsgeneral Theodor Tolsdorff wegen der Hinrichtung des Hauptmanns Franz Xaver Holzhey kurz vor Einmarsch der US-Truppen
- Prozess wegen der Tötung u. a. von Pfarrer Josef Grimm kurz vor Kriegsende durch die SS
- Prozess um den Einsturz der Eislaufhalle Bad Reichenhall
- Prozess gegen den Fahrdienstleiter des Bad Aiblinger Zugunglücks

## Bekannte Richter und Richterinnen des Landgerichts
- Norbert Mutzbauer war anfangs Richter am Landgericht, zuletzt Vorsitzender Richter am Bundesgerichtshof
- Andrea Titz ist seit 2020 Vizepräsidentin des Landgerichts und war bei der Staatsanwaltschaft am Landgericht und später auch als Richterin am Landgericht tätig

## Präsidenten und Präsidentinnen des Landgerichts
- Karl Deml (?–1968)
- Klaus Weber (1997–2004)
- Ludwig Kroiß (2019–2024), wurde wegen sexueller Belästigung einer Angestellten vom Bayerischen Dienstgericht im Juni 2024 zu 6 Monaten Haft auf Bewährung verurteilt.
- Anja Kesting (seit 2024)